# Carita triste
Carita triste è un singolo della cantautrice spagnola Ana Mena e della cantautrice argentina Emilia, pubblicato il 30 agosto 2024 dall'etichetta Sony Music España.

## Descrizione
Il brano, scritto da entrambe le cantautrici con Andres Torres e Sara Schell Guedez, è prodotto da Andres Torres, Mauricio Rengifo e Felipe Cotreras.

## Video musicale
Il video musicale è stato pubblicato in concomitanza all'uscita del brano attraverso il canale YouTube di Ana Mena.

## Tracce
Testi e musiche di Ana Mena Rojas, María Emilia Mernes Rueda, Andres Torres e Sara Schell Guedez.
1. Carita triste – 2:55

## Formazione
Musicisti
- Ana Mena Rojas – voce
- María Emilia Mernes Rueda – voce
- Andres Torres – chitarra, tastiere
- Mauricio Rengifo – tastiere, voce

Produzione
- Andres Torres – produzione, registrazione
- Mauricio Rengifo – produzione, registrazione
- Felipe Cotreras – assistente produzione
- Tom Norris – mastering, missaggio

## Classifiche
| Classifica (2024) | Posizione massima |
| ----------------- | ----------------- |
| Spagna            | 6                 |